# Trolleybus Genf
Der Trolleybus Genf ist nach dem Trolleybus Lausanne das zweitgrösste Trolleybus-System der Schweiz. Er wurde am 11. September 1942 eröffnet und ergänzt seither die 1862 eröffnete Strassenbahn Genf. Heute betreibt das Verkehrsunternehmen Transports publics genevois – abgekürzt TPG, bis 1976 Compagnie Genevoise des Tramways Électriques – in der Stadt Genf und den Nachbargemeinden Bernex, Cologny, Confignon, Le Grand-Saconnex, Lancy, Meyrin, Onex und Vernier sechs Trolleybus-Linien. Ergänzt werden sie durch diverse Autobus-Linien der gleichen Gesellschaft.

## Linien
Seit 2011 existieren sechs Linien im Genfer Trolleybusnetz:
| Linie | Strecke                                            | Haltestellen | Fahrzeit   | Fahrzeugeinsatz               |
| ----- | -------------------------------------------------- | ------------ | ---------- | ----------------------------- |
| 2     | Genève, Plage – Bernex, Cressy                     | 29           | 47 Minuten | Gelenkwagen                   |
| 3     | Grand-Saconnex, Gardiol – Genève, Crêts-de-Champel | 25           | 41 Minuten | Gelenkwagen                   |
| 6     | Genève, Plage – Vernier, village                   | 25           | 45 Minuten | Gelenkwagen                   |
| 7     | Genève, Bout-du-Monde – Vernier, Lignon-Tours      | 26           | 43 Minuten | Gelenkwagen                   |
| 10    | Genève-Aéroport, Terminal – Genève, Rive           | 19           | 38 Minuten | Doppelgelenkwagen Gelenkwagen |
| 19    | Vernier, village – Onex, cité                      | 31           | 54 Minuten | Gelenkwagen                   |

## Fahrzeuge

### Aktuelle
Der Trolleybus-Wagenpark der TPG besteht seit Ende 2014 ausschliesslich aus Niederflurwagen. Darunter befinden sich 94 Gelenk- und zehn Doppelgelenkwagen, letztere kommen auf der Linie 10 zum Einsatz.
|                         | Nummern   | Stück | Hersteller | Elektrik | Typ                        | Art          | Baujahre  |
| ----------------------- | --------- | ----- | ---------- | -------- | -------------------------- | ------------ | --------- |
|                         | 731–768   | 38    | Hess       | Kiepe    | Swisstrolley 3             | Gelenk       | 2005      |
|                         | 781–790   | 10    | Hess       | Kiepe    | lighTram 3                 | Doppelgelenk | 2005–2006 |
| VanHool Exqui.City 1601 | 1601–1656 | 56    | Van Hool   | Kiepe    | Exqui.City 18T/AG300-TRL-T | Gelenk       | 2014–2021 |

Die 18 Meter langen VanHool-Exqui.City-Gelenktrolleys ersetzten Ende 2014 die letzten nicht barrierefreien Typen GT 560/620-25 und BGT 5-25. Sie bieten 86 Steh- und 41 Sitzplätze und besitzen einen Batteriehilfsantrieb, welcher eine Reichweite von sieben bis vierzehn Kilometern hat. Die Serie kostete 29,42 Millionen Schweizer Franken, der erste Wagen ging am 21. Januar 2014 auf der Linie 3 in Betrieb.

### Ehemalige
Folgende Serien wurden inzwischen ausgemustert:
|  | Nummern | Stück | Hersteller        | Elektrik     | Typ                    | Art                      | Baujahre  | Bemerkung                                        |
|  | ------- | ----- | ----------------- | ------------ | ---------------------- | ------------------------ | --------- | ------------------------------------------------ |
|  | 801–812 | 12    | Saurer / Eigenbau | SAAS         |                        | Solo, Hochflur           | 1942–1948 |                                                  |
|  | 821–835 | 15    | Saurer / Hess     | SAAS         |                        | Solo, Hochflur           | 1950–1951 |                                                  |
|  | 836–846 | 11    | FBW               | MFO          |                        | Solo, Hochflur           | 1947      | gebraucht vom Trolleybus Zürich                  |
|  | 847–856 | 10    | FBW               | MFO          | Tr51                   | Solo, Hochflur           | 1949–1951 | gebraucht vom Trolleybus Zürich                  |
|  | 861–878 | 18    | Berna / SWP       | SAAS         |                        | Solo, Hochflur           | 1959–1960 | Einsatz bis 1988                                 |
|  | 881–892 | 12    | Berliet           | SAAS         |                        | Solo, Hochflur           | 1963      | Einsatz bis 1975                                 |
|  | 601–621 | 21    | Berna / SWS       | SAAS         | 4 GTP                  | Gelenk, Hochflur         | 1965      | Einsatz bis 1990                                 |
|  | 631–648 | 18    | FBW / Hess        | SAAS         | 91 GTS                 | Gelenk, Hochflur         | 1975      | VST-Einheitslackierung ab Werk, Einsatz bis 2005 |
|  | 663–674 | 12    | Saurer / Hess     | BBC-Sécheron | GT 560/620-25          | Gelenk, Hochflur         | 1982–1983 | Einsatz bis 2014                                 |
|  | 681–700 | 20    | NAW / Hess        | BBC-Sécheron | BGT 5-25               | Gelenk, Hochflur         | 1987–1988 | Einsatz bis 2014                                 |
|  | 701–713 | 13    | NAW / Hess        | ABB          | Swisstrolley 1 (BGT-N) | Gelenk, Niederflur       | 1993      | Einsatz bis 2021                                 |
|  | 721     | 01    | NAW / Hess        | ABB          | lighTram 1             | Doppelgelenk, Niederflur | 2004      | Einsatz bis 2016                                 |

Die ausgemusterten Wagen 602–605, 607, 609, 611–613, 615–618, 621, 643 und 644 wurden Anfang der 1990er Jahre nach Chile abgegeben. Dort gelangten sie zum Oberleitungsbus Santiago de Chile und zum Oberleitungsbus Valparaíso, sind mittlerweile aber alle ausgemustert. Der Einzelgänger 721 entstand im Herbst 2003 durch Hinzufügen eines dritten Wagenteils aus dem 1993 gebauten Wagen 709 des Typs Swisstrolley 1 (BGT-N). Er war der erste Schweizer Doppelgelenktrolleybus und diente als Prototyp für die Serienwagen des Typs lighTram 3 (BGGT-N2C). Im Sommer 2016 wurde er aufgrund des Alters und der schwierigen Ersatzteilhaltung ausser Dienst gestellt. Über den weiteren Verbleib des abgestellten Fahrzeuges ist noch nicht entschieden worden.

## Betriebsanlagen

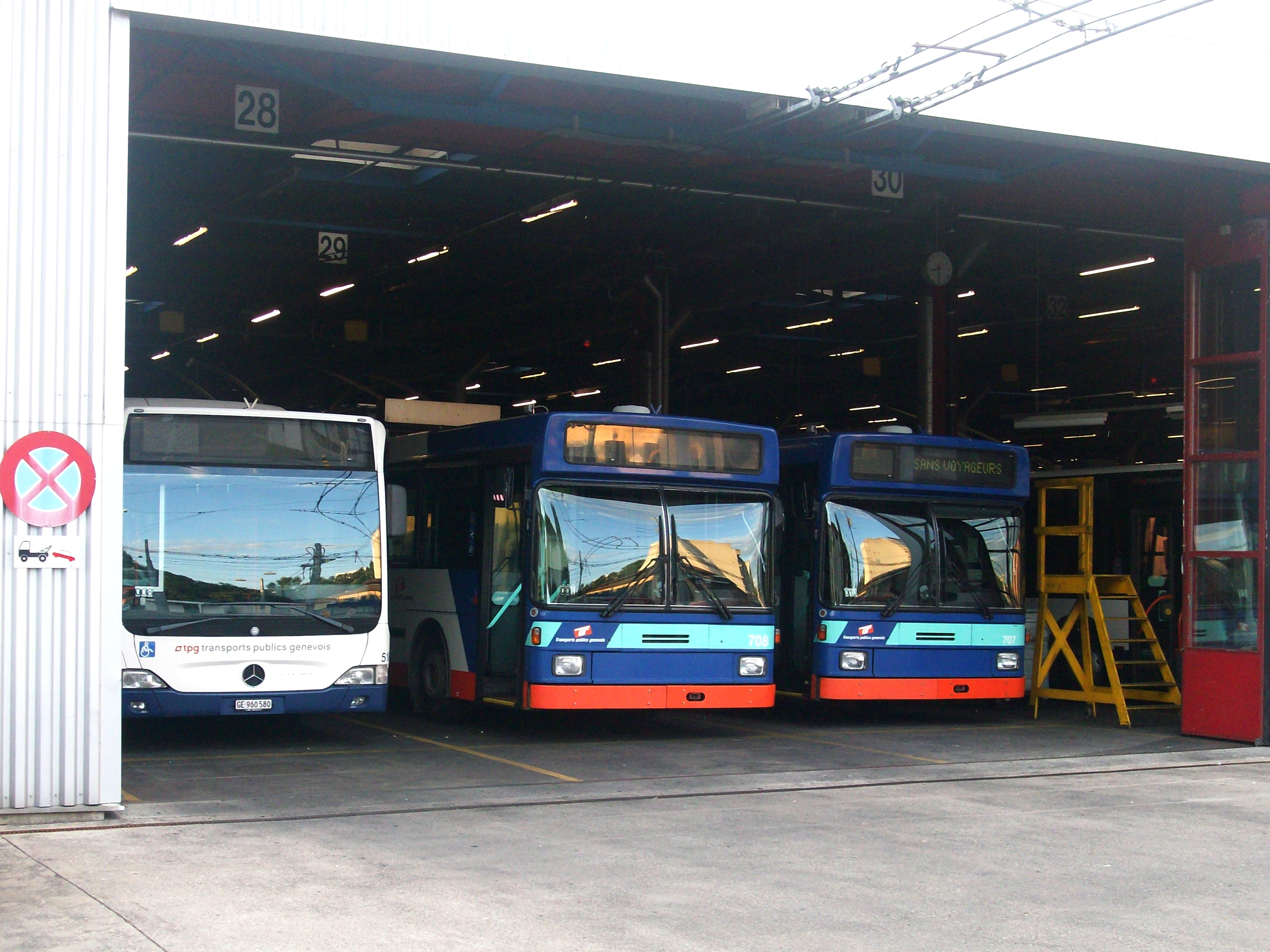
Hess-Trolleybusse abgestellt neben einem Dieselbus im Depot Jonction

Das Depot Jonction befindet sich im gleichnamigen Stadtviertel Genfs in unmittelbarer Nähe zur Mündung der Arve in die Rhone. Die dortigen Betriebsanlagen erstrecken sich beidseits der Avenue de la Jonction und sind über diese per Dienststrecke an die Fahrleitungen der Linien 2 und 19 nach Onex-Cité angebunden.
Für den schweren Unterhalt steht die Hauptwerkstätte Bachet-de-Pesay an der Route de la Chapelle in Grand-Lancy zur Verfügung, die über keinen Fahrleitungsanschluss zum Trolleybusnetz verfügt. Auf dem Gelände befindet sich auch die Verwaltung der TPG.